# يو إف سي ليلة القتال: شوغون ضد سانت بريوكس
يو إف سي ليلة القتال: شوغون ضد سانت بريوكس (بالإنجليزية: UFC Fight Night: Shogun vs. Saint Preux)‏ هو حدث لفنون القتال المختلطة نظمته يو إف سي، أُقيم في 8 نوفمبر 2014، على صالة رياضية بلدية تانكريدو نيفيس في أوبرلانديا، البرازيل.